# دهنار (دماوند)
دهنار (دماوند)، روستایی از توابع بخش مرکزی شهرستان دماوند در استان تهران ایران است. مردم این روستا از قومیت طبری هستند و به زبان طبری دماوندی که گویشی از زبان مازندرانی می باشد صحبت می کنند.